# Kerperscheid
Kerperscheid ist ein südlicher Stadtteil von Schleiden im nordrhein-westfälischen Kreis Euskirchen. Der Ort liegt inmitten des Forsts Schleiden. Nördlich von Kerperscheid fließt der Scheidebach. Kerperscheid verfügt über eine Kirche. Im Ort wohnen rund 80 Personen.

## Geschichte
Kerperscheid gehörte seit Jahrhunderten zum Schleidener Besitz der Edelherren. Die Ersterwähnung war 1464 zusammen mit den benachbarten Broich und Wintzen.
Bis zur Neugliederung der Gemeinden und Kreise des Neugliederungsraumes Aachen, die am 1. Januar 1972 wirksam wurde, gehörte Kerperscheid zur Gemeinde Hellenthal.

Kerperscheid
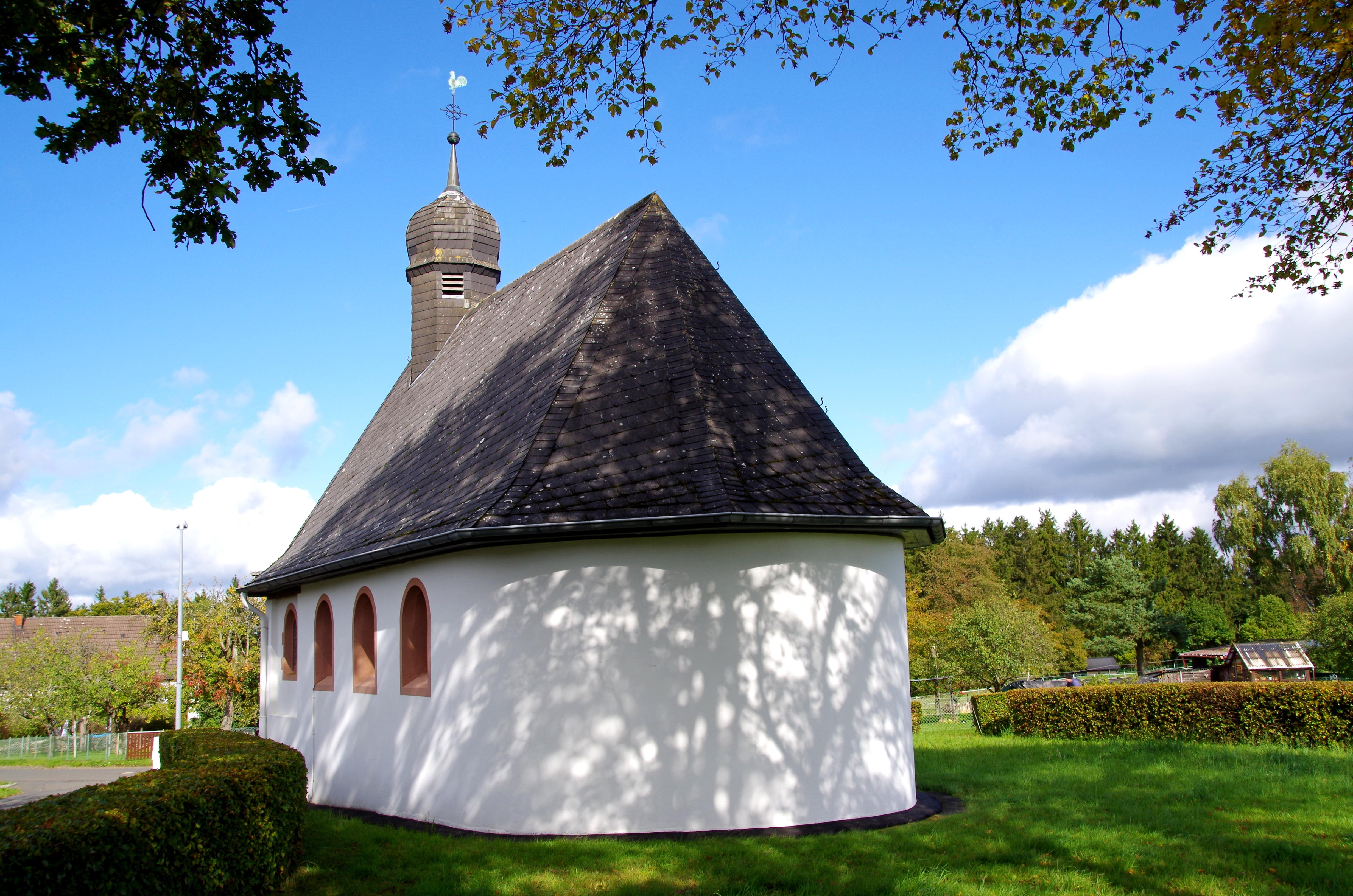
Maria-Hilf-Kapelle
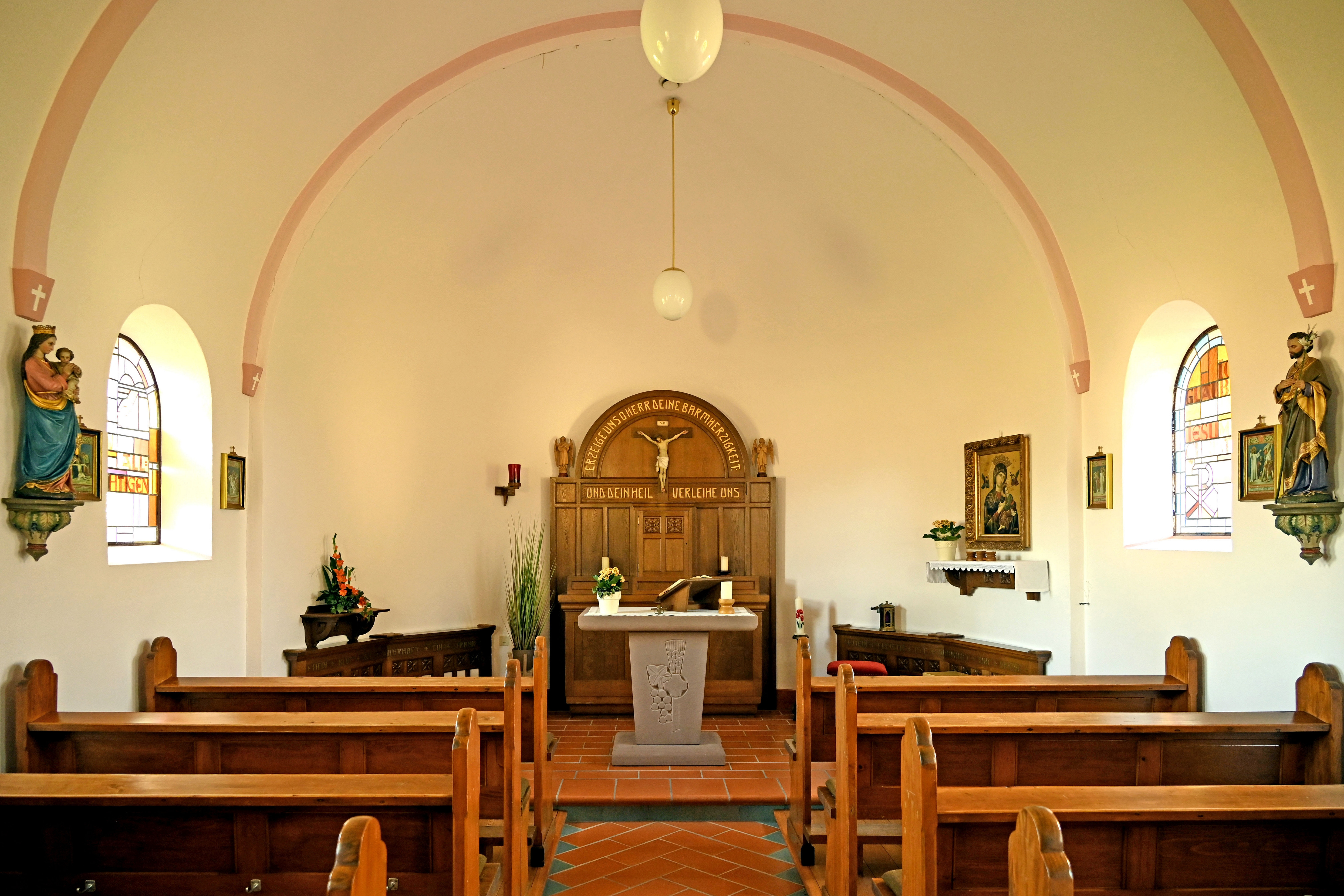
Innenraum
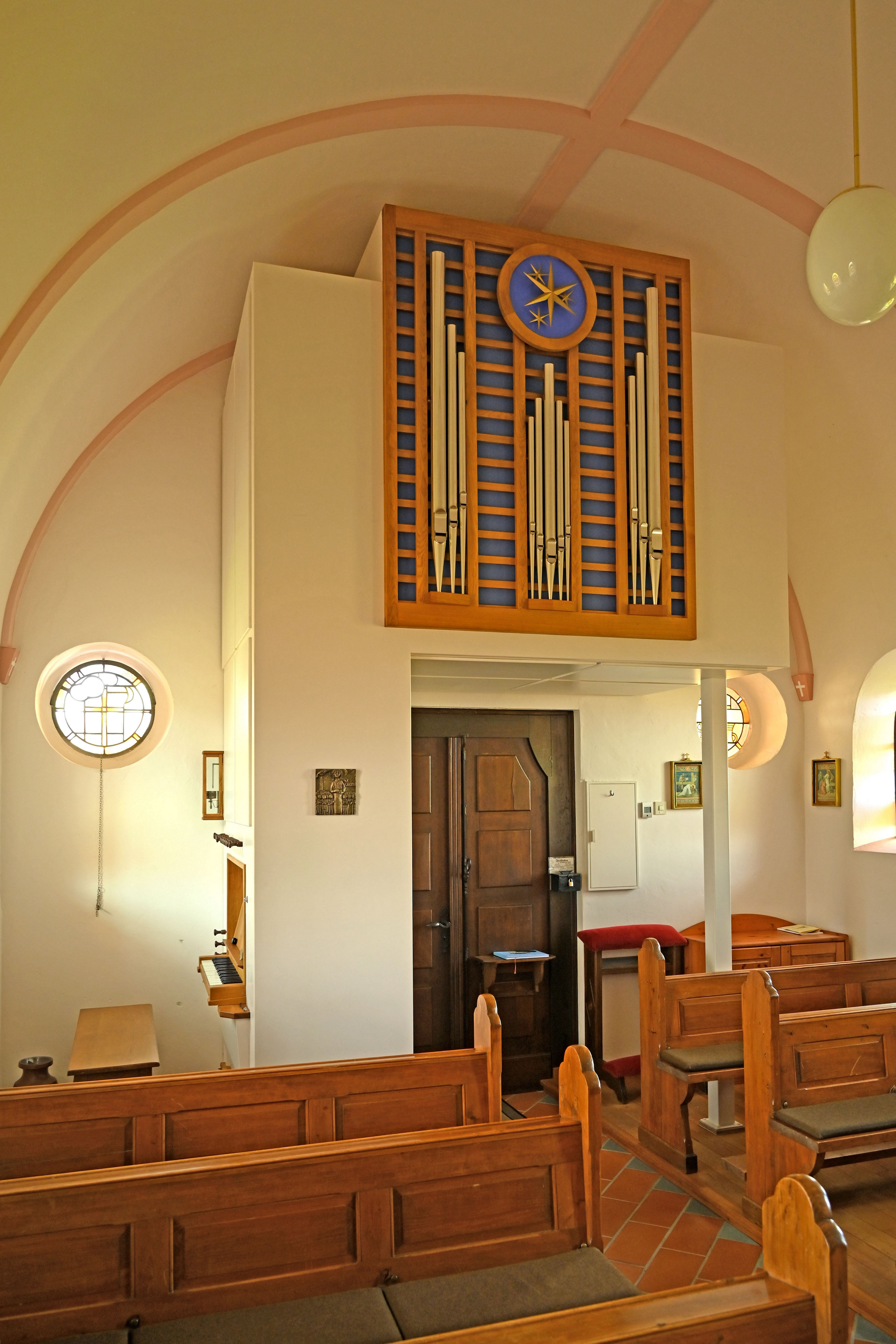
Steinmann-Orgel
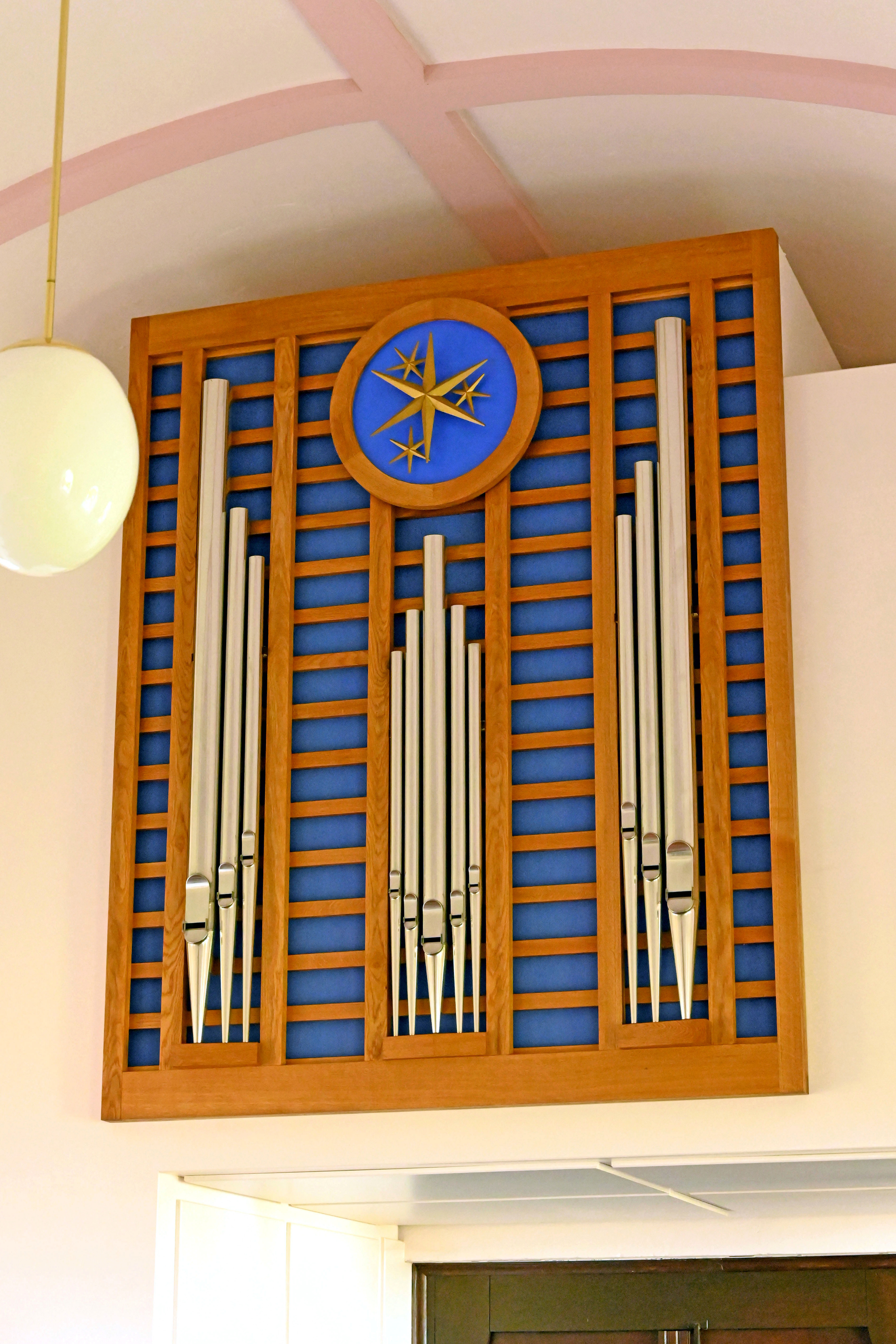
Orgelprospekt
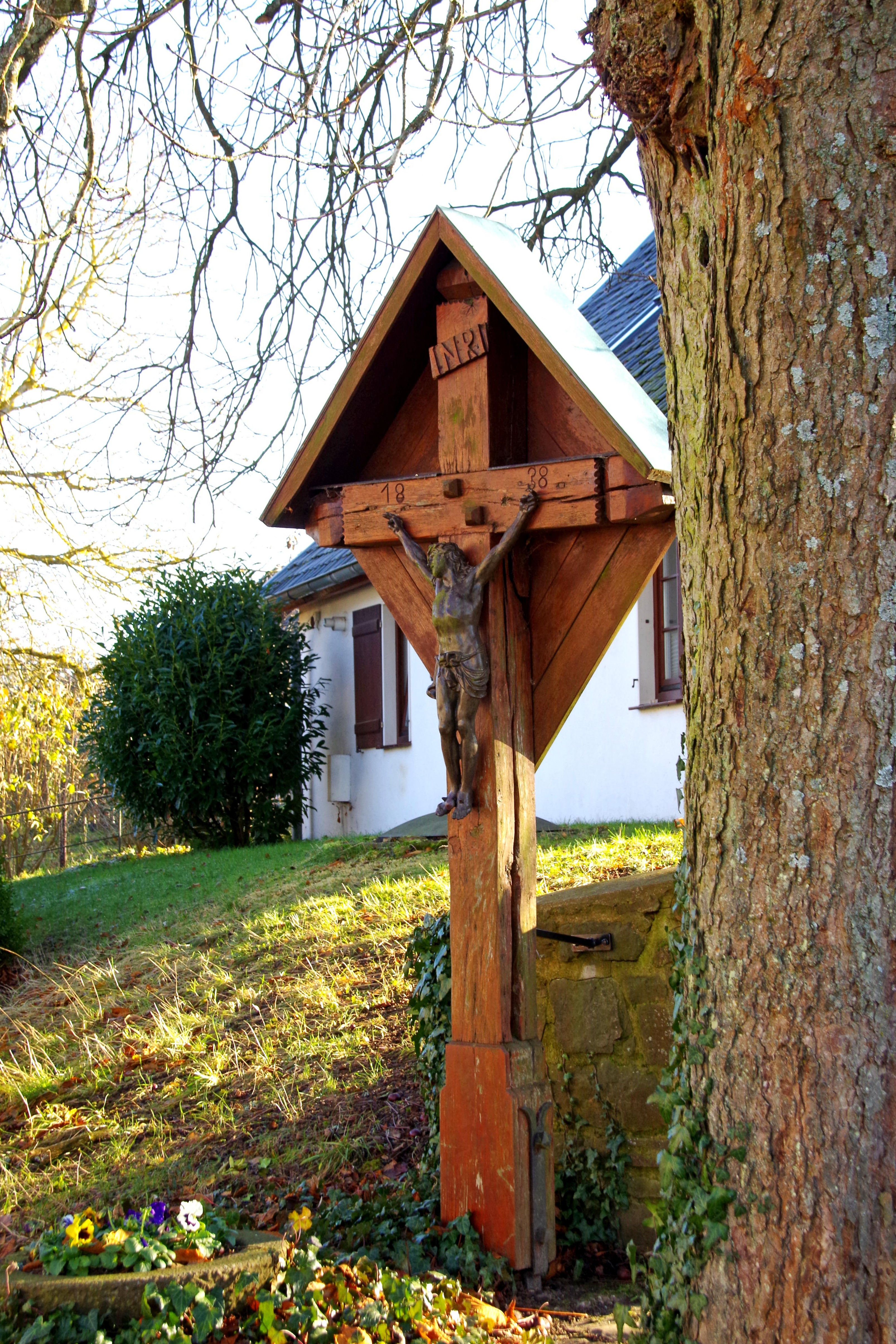
Wegekreuz
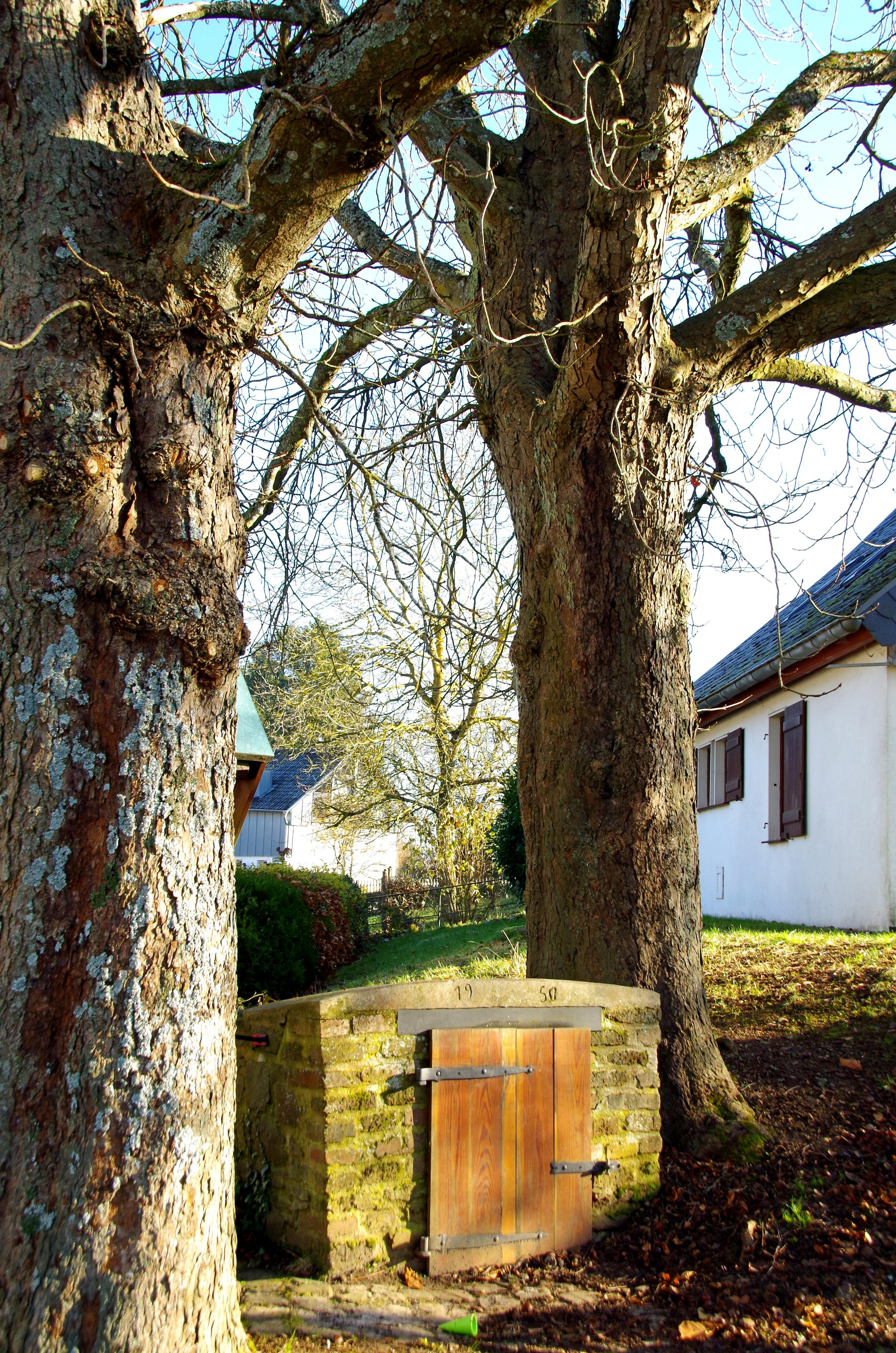
Brunnen

## Verkehr
Kerperscheid liegt zwischen der B 265 und der B 258. Die nächsten Autobahnanschlussstellen sind Nettersheim auf der A 1 und Aachen-Lichtenbusch auf der A 44.
Die VRS-Buslinie 816 der RVK verbindet den Ort, ausschließlich als TaxiBusPlus nach Bedarf, mit seinen Nachbarorten und mit Schleiden.
| Linie | Verlauf                                                                       |
| ----- | ----------------------------------------------------------------------------- |
| 816   | MiKE / AST-Verkehr: Schleiden – Broich Höhe – Kerperscheid – Broich – Wintzen |